# Samsung Galaxy Tab S2 8.0
Samsung Galaxy Tab S2 8.0 — это планшетный компьютер на базе Android, производимый и продаваемый компанией Samsung Electronics. Принадлежащий к высококлассной линейке «S», он был анонсирован 20 июля 2015 года и выпущен в сентябре 2015 года вместе с Samsung Galaxy Tab S2 9.7. Он доступен в вариантах «только Wi-Fi» и Wi-Fi / 4G LTE.

## История
Galaxy Tab S2 8.0 был анонсирован 20 июля 2015 года в пресс-релизе Samsung. 
Планшетный компьютер поступил в продажу 3 сентября 2015 года по цене 399 долларов США.
Обновленная серия моделей была выпущена в конце 2016 года (в Великобритании в начале 2017 года) (Tab S2 VE, SM-T710/715/719), заменив старый Exynos 5433 SoC на новый Snapdragon 652 SoC. За исключением некоторых незначительных изменений программного обеспечения и Android 7.x, она в основном такая же, как и предыдущая модель.

## Функции
В настоящее время устройство работает под управлением Android 5.1.1 Lollipop с программным пакетом TouchWiz. Galaxy Tab S2 8.0 доступен в вариантах только с WiFi и 4G / LTE & WiFi. Объем памяти варьируется от 32 ГБ до 64 ГБ в зависимости от модели, со слотом для карт microSDXC для расширения до 128 ГБ. Дисплей представляет собой экран Super AMOLED (4:3) с разрешением 2048x1536 пикселей. Он также оснащен 2,1-мегапиксельной фронтальной камерой и 8,0-мегапиксельной задней камерой с автофокусом без светодиодной вспышки. Он также имеет возможность записывать HD-видео. Аппаратная кнопка «Домой» служит датчиком отпечатков пальцев.
Galaxy Tab S2 8.0 берет черты дизайна от телефонов серии Samsung Galaxy A 2015 года, поскольку устройство имеет окрашенную металлическую рамку со скошенными краями и пластиковую заднюю панель, а также дизайн камеры, похожий на Galaxy S6. Он доступен в черном, белом или золотом/бежевом цветах. При толщине 5,6 мм Tab S2 8.0 по состоянию на сентябрь 2015 года является самым тонким планшетом в мире вместе с большим экраном Samsung Galaxy Tab S2 9.7.